# Рокош Зебжидовського

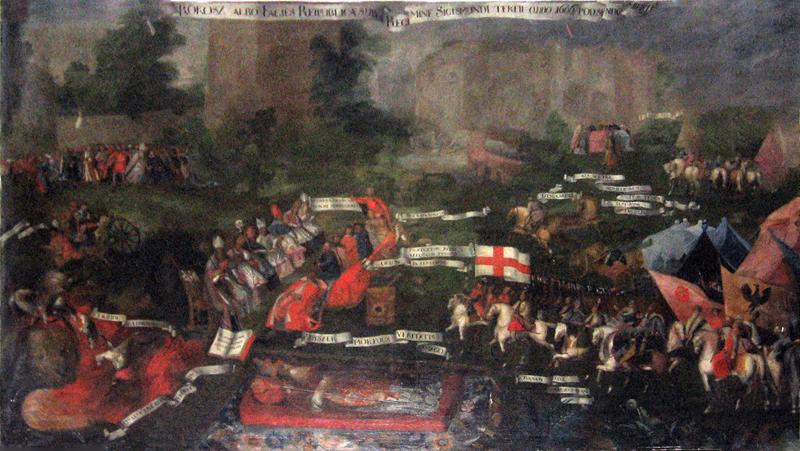
Сандомирський рокош. Картина невідомого художника

Рокош Зебжидовського (відомий як «Сандомирський рокош») — конфедерація Речі Посполитої проти короля Сигізмунда ІІІ Вази 1606–1609 років. Виник в результаті конфлікту між королем Сигізмундом III Вазою і шляхтою з приводу зовнішньої політики Речі Посполитої (війни зі Швецією), невдоволення частини шляхти зміцненням королівської влади, яка спиралася на вузьку групу магнатів і єпископів РКЦ.
Приводом до рокошу послужила приватна суперечка між королем і краківським воєводою Миколаєм Зебжидовським, через що Зебжидовський був засуджений до смертної кари (замінена вигнанням).
Король був звинувачений у зв'язках з єзуїтами, іноземцями, прагненні до абсолютної влади. Відомо, що він намагався встановити передачу трону спадковою, позбавити шляхту більшої частини привілеїв, залишити за Сеймом право тільки дорадчого голосу, але не вирішального.
Суперечка загострювалась реакційними католицькими поглядами короля, його попереднім конфліктом із великим коронним гетьманом Яном Замойським.
Керівниками повстання були Миколай Зебжидовський, Ян Щасний Гербурт, Станіслав Стадницький, чашник ВКЛ Януш Радзивілл. Учасники рокошу хотіли змусити депутатів Сейму суворо дотримуватися інструкцій, одержуваних ними на сеймиках, від яких депутати обиралися.
Повстання завершилася перемогою короля та його прихильників (зокрема, Станіслава Ґольського, Яна Потоцького з братами Якубом та Андрієм, Януша Збаразького) в битві під Гузовом 1607 року. Однак незважаючи на перемогу, курс короля на зміцнення самодержавної влади, та централізаторська політика були припинені.
Рокош сприяв православним під час конфліктів з унійними діячами.